# Distretto di Luang Prabang
Il distretto di Luang Prabang è uno degli undici distretti (mueang) della provincia di Luang Prabang, nel Laos.